# Palliser (circonscription fédérale)
Pour les articles homonymes, voir Palliser.
Circonscription électorale fédérale du Canada
Palliser est une ancienne circonscription électorale fédérale canadienne dans la province de la Saskatchewan. Elle comprenait la portion sud-ouest de la ville de Regina ainsi qu'une région rurale au sud-ouest de la ville.
Les circonscriptions limitrophes étaient Regina—Qu'Appelle, Wascana, Souris—Moose Mountain, Cypress Hills—Grasslands et Regina—Lumsden—Lake Centre.

## Résultats électoraux
|       | Candidat              | Parti        | # de voix | % des voix |
|       | (x) Ray Boughen       | Conservateur | +15 850,  | 47 %       |
|       | Russ Collicott        | Libéral      | +01 797,  | 5,33 %     |
|       | Noah Patrick Evanchuk | NPD          | +15 084,  | 44,73 %    |
|       | Larissa Shasko        | Vert         | +00995,   | 2,95 %     |
| Total | Total                 | Total        | 33 726    | 100 %      |

|       | Candidat       | Parti        | # de voix | % des voix |
|       | Ray Boughen    | Conservateur | +14 160,  | 43,99 %    |
|       | Cal Johnston   | Libéral      | +05 489,  | 17,05 %    |
|       | Don Mitchell   | NPD          | +10 870,  | 33,77 %    |
|       | Larissa Shasko | Vert         | +01 668,  | 5,18 %     |
| Total | Total          | Total        | 32 187    | 100 %      |

## Historique
La circonscription a été créée en 1996 à partir des circonscriptions de Regina—Lumsden, Moose Jaw—Lake Centre, Regina—Wascana et Swift Current—Maple Creek—Assiniboia. Abolie lors du redécoupage de 2012, la circonscription est redistribuée parmi Moose Jaw—Lake Centre—Lanigan, Cypress Hills—Grasslands, Regina—Lewvan et Regina—Qu'Appelle
| Législature | Années    | Député      | Député       | Parti        |
| --- | --------- | ----------- | ------------ | ------------ |
| Palliser issue de Moose Jaw—Lake Centre, Regina—Lumsden, Regina—Wascana Swift Current—Maple Creek—Assiniboia   |           |             |              |              |
| 36e | 1997–2000 |             | Dick Proctor | NPD          |
| 37e | 2000–2003 |             | Dick Proctor | NPD          |
| 38e | 2004–2006 |             | Dave Batters | Conservateur |
| 39e | 2006–2008 |             | Dave Batters | Conservateur |
| 40e | 2008–2011 | Ray Boughen |              | Conservateur |
| 41e | 2011–2015 | Ray Boughen |              | Conservateur |
| Redistribuée parmi Moose Jaw—Lake Centre—Lanigan, Cypress Hills—Grasslands, Regina—Lewvan et Regina—Qu'Appelle |           |             |              |              |

1. ↑  Élections Canada.